# Zhou Keqin
Pour les articles homonymes, voir Zhou.
Dans ce nom chinois, le nom de famille, Zhou, précède le nom personnel.
Zhou Keqin (chinois: 周克芹; pinyin: Zhōu Kèqín) est un écrivain chinois, né en 1937 à Jianyang (Sichuan) et mort le 5 août 1990 à Chengdu. Il est célèbre en Chine pour son roman Xu Mao et ses filles paru en décembre 1979 et adapté en film en 1981, et est considéré comme un représentant de la littérature des cicatrices.

## Biographie
Zhou est diplômé de la Chengdu Agricultural Technology School en 1958 et devient agriculteur dans sa ville natale. Il publie son premier ouvrage, At the Well, en 1963. Il publie ensuite de nombreuses nouvelles dans les journaux. En 1979, il écrit Xu Mao et ses filles, roman d'une longueur d'environ 200 000 caractères, qui, dans un style réaliste, retrace la vie d'une famille d'agriculteurs dans un village désolé. L'oeuvre de Zhou Keqin expose les répercussions des nombreuses politiques rurales sur la famille. Grâce à ce roman, il devient un écrivain renommé dans tout le pays, et sera par la suite considéré comme l'une des figures principales de la littérature des cicatrices. Ce roman remporte le premier prix de littérature Mao Dun, un prestigieux prix littéraire.
Zhou deviendra ensuite le vice-président de l'Association des écrivains du Sichuan en 1984 et sera plus tard membre du 4ème Conseil de l'association des écrivains chinois. Il meurt le 5 août 1990 à Chengdu, à l'âge de 53 ans.